# 奧克塔 (密蘇里州)
奧克塔（英語：Octa）是位於美國密蘇里州鄧克林縣的非建制地區。

## 歷史
奧克塔的郵局於1903年設立，其後於1908年停運。

## 地理
奧克塔所處的海拔為高於海平面79米（即259英呎），而該地所採用的時區為UTC-6，即北美中部時區（CST）。同時該地設有夏令時間，為UTC-6調快一小時，即UTC-5（CDT）。